# Joan Hambidge

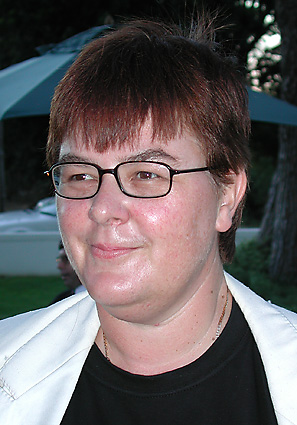
Joan Hambidge

Joan Helene Hambidge (Aliwal-Noord, 11 september 1956) is een Zuid-Afrikaanse dichteres, schrijfster en literatuurcriticus. 

## Biografie
Ze studeerde aan de Universiteit van Stellenbosch, studeerde af onder leiding van Elize Botha aan de Universiteit van Pretoria en promoveerde in 1985 onder André Brink aan de Rhodes Universiteit. Ze behaalde in 2001 een tweede doktorsgraad op het onderwerp gender aan de Universiteit van Kaapstad. Aan laatstgenoemde universiteit is Hambidge verbonden aan de afdeling Afrikaans en Neerlandistiek. Zij is hoogleraar en vicedecaan.

## Werken

### Poëzie
- Hartskrif (1985)
- Bitterlemoene (1986) (in 1987 onderscheiden met de Eugène Maraisprys)
- Die Anatomie van Melancholie (1987)
- Palinodes (1987)
- Geslote Baan (1988)
- Donker Labirint (1989)
- Gesteelde Appels (1989)
- Kriptonemie (1989)
- Verdraaide Raaisels (1990)
- Die Somber Muse (1990)
- Tachycardia (1990)
- Die Verlore Simbool (1991)
- Interne Verhuising (1995)
- Ewebeeld (1997)
- Lykdigte (2000)
- Ruggespraak (2002)
- Die Buigsaamheid van Verdriet (2004)
- En skielik is dit aand (2005)
- Dad (2006)
- Koesnaatjies vir die proe (2008)
- Vuurwiel (2009)

### Proza
- Swart Koring (1996) (parodie op de damesroman, met een lesbische 'touch')
- Die Swart Sluier (1998) (parodie op detectives en spookverhalen)
- Judaskus (1998)
- Sewe Sonjas en wat hulle gedoen het (2001)
- Skoppensboer (2001)
- Palindroom (2008)
- Kladboek (2008)

### Theorie
- Psigoanalise en lees (1989)
- Postmodernisme (1995)